# کارتالی (شهرستان بلورتسکی، باشقیرستان)
کارتالی (انگلیسی: Kartaly, Beloretsky District, Republic of Bashkortostan) یک شهرک در شهرستان بلورتسکی باشقیرستان کشور روسیه است.